# 南陽市立結城豊太郎記念館
南陽市立結城豊太郎記念館（なんようしりつゆうきとよたろうきねんかん）は、山形県南陽市にある記念館である。結城の功績の紹介や、所有していた書籍、絵画等を展示する。

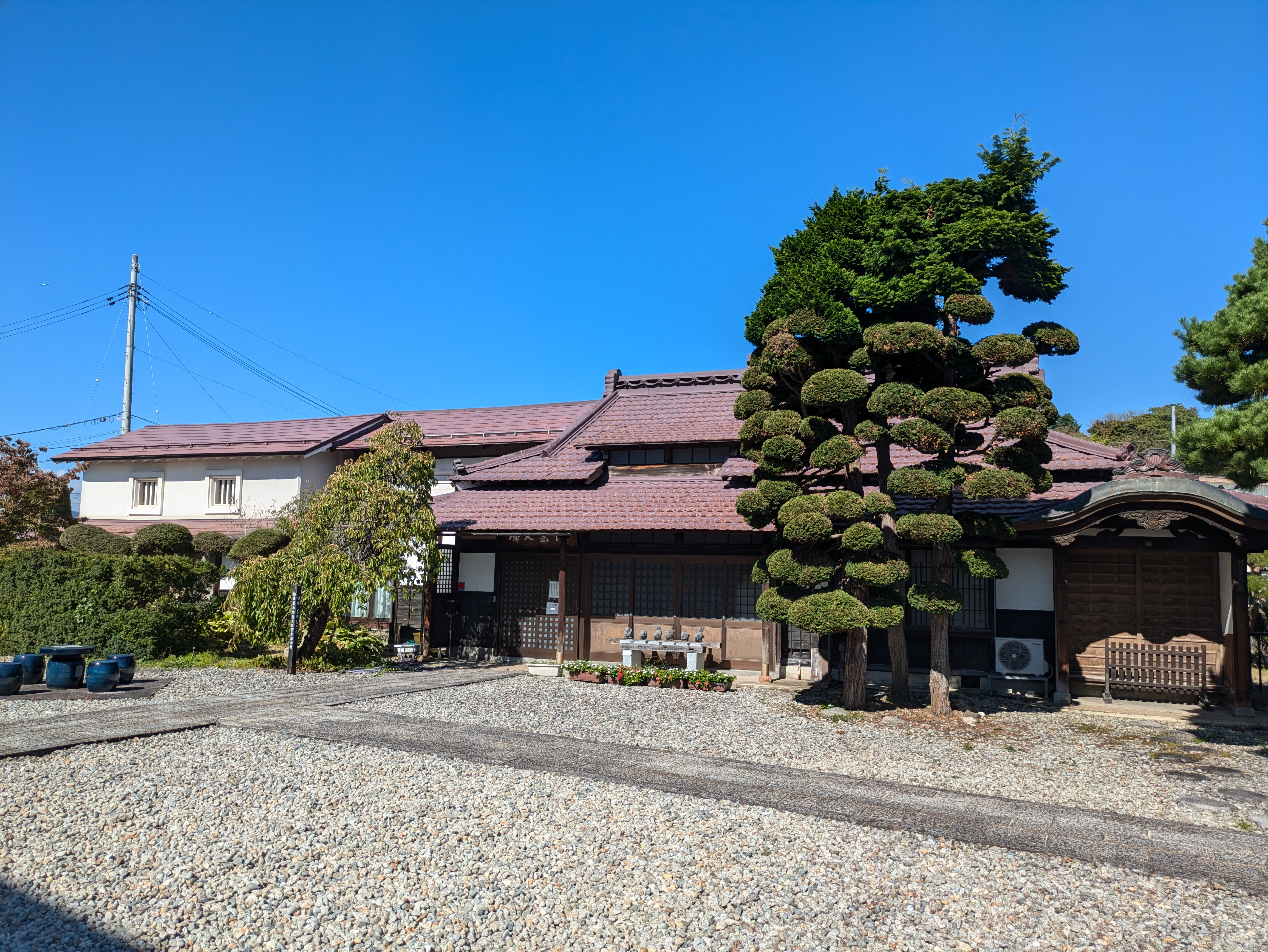
臨雲文庫

## 概要
赤湯町出身の結城豊太郎が横浜市新子安にあった別荘に所蔵していた2万冊の蔵書等を町に寄付して、1935年4月29日に赤湯町立図書館臨雲文庫として開庫した。1967年4月に町の市制施行に伴い南陽市立結城記念館と改称した。
1992年、市は老朽化が目立ち始めた記念館について「結城豊太郎記念館」建設推進委員会を立ち上げ、官民挙げて運動を起こすことを決定し、募金運動を開始した。募金には日本銀行、日本興業銀行、富士銀行などが大口協力した。
記念館は1994年に着工。翌年4月に開館した。工費は6億3000万円。
日銀仙台支店に赴任した新支店長は、着任直後に記念館と結城家の菩提寺である向陽山東正寺に参詣することが伝統的なならわしとなっている。

## 臨雲文庫表門
記念館の表門は結城が井上準之助の東京の邸宅にあったものを遺族から譲り受け、臨雲文庫の開庫にあたって移築したものである。この門は薩摩藩御隠居屋敷表門と伝わる長屋門で、明治維新の際に志士がくぐったであろう往時を偲び、故郷の若者たちが世界に羽ばたいて欲しいとの願いを込め設置した。

## 沿革
- 1935年（昭和10年）4月29日 - 当時の赤湯町に臨雲文庫として開館。
- 1967年（昭和42年）4月 - 南陽市の発足に伴い、南陽市立結城記念館となる。
- 1995年（平成7年）4月20日 - 新館が完成し、南陽市立結城豊太郎記念館となる。

## 入館料
- 無料

## 開館時間
- 9時00分 - 16時30分（入館受付は午後4時まで）

## 休館日
- 毎週月曜日（祝日の場合は翌日または翌々日）
- 年末年始（12月29日 - 1月3日）

## アクセス
- 公共交通機関
  - JR東日本奥羽本線・赤湯駅からタクシーで5分、徒歩25分。